# C16H15N3
化学式C16H15N3的化合物（摩尔质量：249.317 g/mol）可以指：
- 依匹斯汀 混合CAS号：80012-43-7 
  - (R)-依匹斯汀，CAS号：1357573-04-6 
  - (S)-依匹斯汀，CAS号：134507-57-6
- 叠氮[2.2]对环蕃，CAS号：1227781-48-7
- 4-(4-甲苯基)-1-苄基-1H-1,2,3-三唑，CAS号：852657-84-2
- 3,5-二(4-甲苯基)-1H-1,2,4-三唑，CAS号：3005-30-9
- 5-(4-二甲氨基苯基)-2,4-戊二烯-1-亚基丙二腈，CAS号：125113-96-4

|  | 这个同类索引页列出了具有相同分子式的化学物（即同分異構體）条目。 除非您是有意链接至本页，否则应将相应条目的内部链接指向正确的条目。 |